# Барон Беркли

Герб баронов Беркли

Барон Беркли — наследственный титул, созданный дважды в системе Пэрства Англии (1295 и 1421 годы).

## История
Впервые баронский титул был создан 24 июня 1295 года для Томаса II де Беркли (1245—1321), 6-го феодального барона Беркли. В 1417 году, после смерти его праправнука Томаса, 5-го барона Беркли, не оставившего наследников мужского пола, баронский титул перешёл в состояние неопределённости.
20 октября 1421 года баронский титул был вторично создан для Джеймса Беркли (ок. 1394—1463), племянника и наследника 5-го барона. Его сын и преемник Уильям получил титулы виконта Беркли (21 апреля 1481), графа Ноттингема (28 июня 1483) и маркиза Беркли (28 января 1488). В 1491 году после его смерти титулы виконта Беркли, графа Ноттингема и маркиза Беркли вернулись короне, а баронский титул унаследовал его младший брат Морис (1436—1506). Еще при жизни старшего брата Морис де Беркли женился на Изабель, дочери Филиппа Мида из Раксхолла, олдермена и мэра Бристоля. Уильям, недовольный этим браком, завещал свои владения и титул королю Генриху VII Тюдору и его наследникам мужского пола. В 1553 году, после смерти Эдуарда VI, титул и владения рода Беркли вернулись в семью. Поэтому Морис де Беркли и его потомки с 1492 по 1553 год носили де-юре титул барона Беркли, до возвращения титула к старшему наследнику Генри де Беркли, 7-му барону Беркли (1534—1613), в 1553 году. После его смерти титул унаследовал его родственник, Джордж Хардинг, 8-й барон Беркли (1601—1658). Его сын, Джордж Беркли, 9-й барон Беркли (1628—1698), получил титулы графа Беркли и виконта Дарсли (11 сентября 1679). Он заседал в Палате общин от Глостершира в 1654—1656 годах. Ему наследовал его старший сын, Чарльз Беркли, 2-й граф Беркли (1649—1710). Он представлял в Палате общин Глостер (1679—1681), занимал посты лорда-лейтенанта Глостершира (1694—1710) и Суррея (1702—1710). Его преемником стал его второй сын, вице-адмирал Джеймс Беркли, 3-й граф Беркли (ок. 1679—1736). Он заседал в Палате общин от Глостера (1701—1702), занимал посты первого лорда Адмиралтейства (1717—1727) и лорда-лейтенанта Глостершира (1710—1712, 1714—1736). Ему наследовал его единственный сын, подполковник Огастес Беркли, 3-й граф Беркли (1715—1755), лорд-лейтенант и вице-адмирал Глостершира (1737—1755). Его старший сын, Фредерик Огастес Беркли, 4-й граф Беркли (1745—1810), служил лордом-лейтенантом Глостершира (1766—1810), высшим стюардом Глостера, констеблем Сент-Бравелса и хранителем леса Дин.
В 1882 году после смерти Томаса Моретона Фицхардинга Беркли, 6-го графа Беркли, 14-го барона Беркли (1796—1882), графский титул перешел к наследникам мужского пола, а баронский титул перешел к его дочери, Луизе Мэри Мильман, 15-й баронессе Беркли (1840—1899). После смерти Луизы баронство унаследовала её дочь, Эва Мэри Фоли, 16-я баронесса Беркли (1875—1964). После смерти последней в 1964 году баронский титул оказался в состоянии ожидания. В 1967 году баронский титул получила Мэри Лалле Фоли-Беркли, 17-я баронесса Беркли (1905—1992). Её наследовал её племянник, Энтони Фицхардинг Гютерброк, 18-й барон Беркли (род. 1939). 18 апреля 2000 года для него был создан титул пожизненного барона Гютерброка в системе Пэрства Соединённого королевства.

## Феодальные бароны Беркли
Основная статья: Беркли (род)
Феодальная вотчина Беркли была создана около 1155 года, когда английский король Генрих II Плантагенет (1154—1189) пожаловал королевский замок Беркли Роберту Фицхардингу (ок. 1095—1170) в качестве феода. Ранее замком владел знатный нормандец Роджер I «де Беркли», возможно, сын Роджера I из Тосни (умер около 1040), который принял фамилию «де Беркли». Он владел обширными землями, в том числе Дарсли, который, согласно «Книге Страшного суда», он получил от короля в 1086 году. Он принял монашеский сан в аббатстве Святого Петра в Глостере около 1091 года.
Его сын Роджер II (ум. ок. 1131) и внук Роджер III (ум. после 1177) также владели поместьем Дарсли. В 1152 году Роджер III лишился поместья Беркли во время гражданской войны в Англии между королем Стефаном и императрицей Матильдой. Позже он был восстановлен в Дарсли, и основал семью «Беркли из Дарсли», но замок Беркли был предоставлен барону Роберту Фицхардингу, семья которого также приняла фамилию «де Беркли».
- 1155—1170: Роберт Фицхардинг, 1-й феодальный барон Беркли[англ.] (ок. 1095 — 5 февраля 1170/1171), сын Хардинга из Бристоля (ок. 1048 — ок. 1125)[1]
- 1170—1190: Морис Фицроберт Фицхардинг, 2-й феодальный барон Беркли (ок. 1120 — 16 июня 1190/1191), сын предыдущего[2]
- 1190—1220: Роберт де Беркли, 3-й феодальный барон Беркли (ок. 1165 — 13 мая 1220), старший сын предыдущего[3]
- 1220—1243: Томас I де Беркли, 4-й феодальный барон Беркли (ок. 1170 — 29 ноября 1243), младший брат предыдущего[4]
- 1243—1281: Морис II де Беркли, 5-й феодальный барон Беркли[англ.] (1218 — 4 апреля 1281), сын предыдущего[5].

## Бароны Беркли, первая креация (1295)
- 1295—1321: Томас II де Беркли, 1-й барон Беркли (1245 — 23 июля 1321), 6-й феодальный барон Беркли, сын сэра Мориса де Беркли (1218—1281)[6]
- 1321—1326: Морис III де Беркли, 2-й барон Беркли (апрель 1271 — 31 мая 1326), 7-й феодальный барон Беркли, сын предыдущего[7]
- 1326—1361: Томас III де Беркли, 3-й барон Беркли (1293 — 27 октября 1361), 8-й феодальный барон Беркли, сын предыдущего[8]
- 1361—1368: Морис Беркли, 4-й барон Беркли (1330 — 8 июня 1368), 9-й феодальный барон Беркли, сын предыдущего от первого брака[9]
- 1368—1417: Томас Беркли, 5-й барон Беркли (5 января 1352/1353 — 13 июля 1417), 10-й феодальный барон Беркли, старший сын предыдущего[10].

## Бароны Беркли, вторая креация (1421)

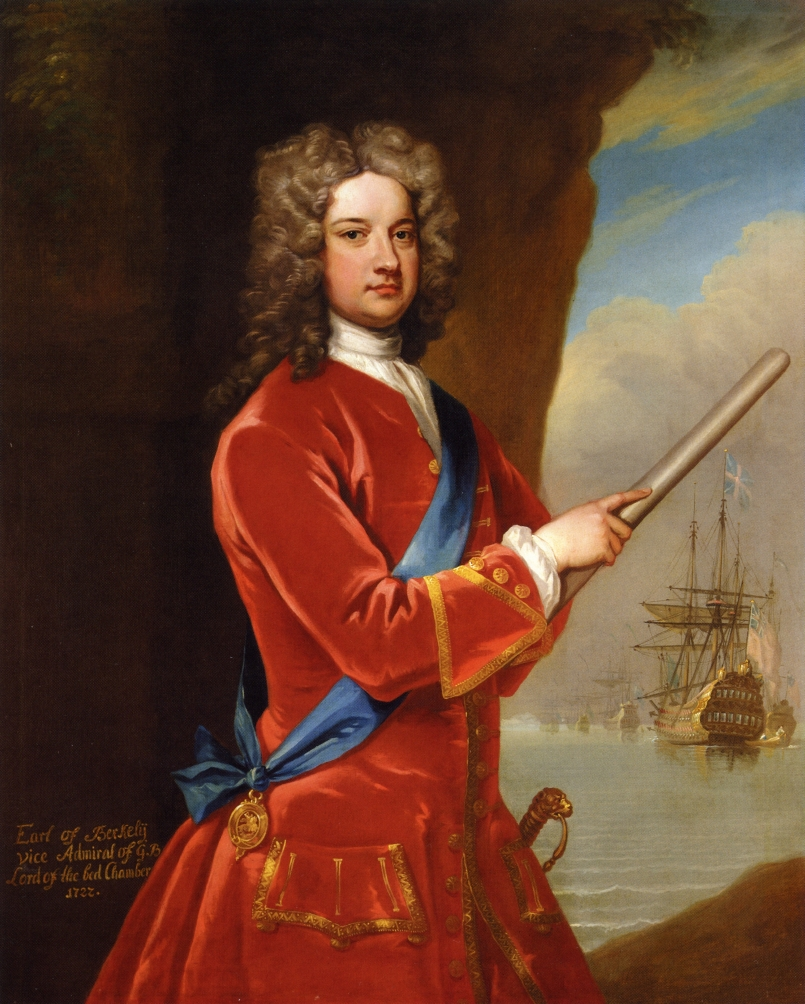
Вице-адмирал Джеймс Беркли, 3-й граф Беркли

- 1421—1463: Джеймс Беркли, 1-й барон Беркли (ок. 1394 — ноябрь 1463), сын сэра Джеймса Беркли (ум. 1405), внук Мориса де Беркли, 4-го лорда Беркли (1330—1368)[11].
- 1463—1492: Уильям Беркли, 2-й барон Беркли, 1-й маркиз Беркли (1426 — 14 февраля 1492), старший сын предыдущего[12].
- 1492—1506: Морис Беркли, де-юре 3-й барон Беркли[англ.] (1436 — сентябрь 1506), младший брат предыдущего[13].
- 1506—1523: Морис Беркли, де-юре 4-й барон Беркли (1467 — 12 сентября 1523), старший сын предыдущего[14].
- 1523—1533: Томас Беркли, де-юре 5-й барон Беркли (1472 — 22 января 1533), младший брат предыдущего[15].
- 1533—1534: Томас Беркли, де-юре 6-й барон Беркли[англ.] (1505 — 19 сентября 1534), сын предыдущего[16].
- 1534—1613: Генри Беркли, 7-й барон Беркли[англ.] (26 ноября 1534 — 26 ноября 1613), сын предыдущего[17].
- 1613—1658: Джордж Беркли, 8-й барон Беркли[англ.] (7 октября 1601 — 10 августа 1658), сын сэра Томаса Беркли (1575—1611), внук предыдущего[18].
- 1658—1698: Джордж Беркли, 1-й граф Беркли, 9-й барон Беркли[англ.] (1627 — 14 октября 1698), второй сын предыдущего[19].
- 1698—1710: Чарльз Беркли, 2-й граф Беркли, 10-й барон Беркли[англ.] (8 апреля 1649 — 24 сентября 1710), единственный сын предыдущего[20].
- 1710—1736: вице-адмирал Джеймс Беркли, 3-й граф Беркли, 11-й барон Беркли[англ.] (1680 — 17 августа 1736), старший сын предыдущего[21].
- 1736—1755: подполковник Огастес Беркли, 4-й граф Беркли, 12-й барон Беркли[англ.] (18 февраля 1716 — 9 января 1755), единственный сын предыдущего[22].
- 1755—1810: Фредерик Огастес Беркли, 5-й граф Беркли, 13-й барон Беркли[англ.] (24 мая 1745 — 8 августа 1810), старший сын предыдущего[23].
- 1810—1882: Томас Мортон Фицхардинг Беркли, 6-й граф Беркли, 14-й барон Беркли (19 октября 1796 — 27 августа 1882), пятый сын предыдущего[24].
- 1882—1899: Луиза Мэри Мильман, 15-я баронесса Беркли (урожденная Беркли) (28 мая 1840 — 10 декабря 1899), дочь достопочтенного Крэйвена Фицхардинга Беркли (1805—1855), младшего сына 5-го графа Беркли[25].
- 1899—1964: Эва Мэри Фоли, 16-я баронесса Беркли (урожденная Мильман) (4 марта 1875 — 4 декабря 1964), дочь генерал-майора Густава Гамильтона Локвуда Мильмана (1824—1915) и Луизы Мэри Мильман, баронессы Беркли[26].
- 1967—1992: Мэри Лалле Фоли-Беркли, 17-я баронесса Беркли[англ.] (9 октября 1905 — 17 октября 1992), старшая дочь предыдущей[27].
- 1992 — н. в.: Энтони Фицхардинг Гютербок, 18-й барон Беркли (род. 20 сентября 1939), сын бригадира Эрнеста Адольфа Леопольда Гютербока (ум. 1984) и достопочтенной Синтии Эллы Фоли (1909—1991), племянник предыдущей[28].
  - Наследник титула: достопочтенный Томас Фицхардинг Гютербок (род. 5 января 1969), старший сын предыдущего[29].

## Графы Беркли (продолжение креации 1679 года)
- 1882—1888: Джордж Леннокс Родон Беркли, 7-й граф Беркли (25 февраля 1827 — 27 августа 1888), младший (третий) сын генерала сэра Джорджа Генри Фредерика Беркли (1785—1857), внук адмирала достопочтенного сэра Джорджа Кренфилда Беркли (ок. 1754—1818), правнук 4-го графа Беркли[30]
- 1888—1942: Рэндал Томас Моубрей Беркли, 8-й граф Беркли (31 января 1865 — 15 января 1942), младший (третий) сын предыдущего[31]. С 1942 года титул находится в состоянии ожидания.